# Per Sunding
Per Sunding, musikproducent, samt basist och sångare i Eggstone. Han jobbar som producent på Tambourine Studios i Malmö som han och de två andra medlemmarna i Eggstone var med att grunda 1991. Sunding har producerat band som Bob Hund, The Cardigans, The Ark, 22 Pistepirkko, Sort Sol, Swan Lee, The Perishers, Calaisa m.fl. Han är även originalmedlem i garage/surfbandet  The Tremolo Beer Gut.